# مرشد خطاط
مرشد خطاط ملقب به عطار یکی از خوشنویسان سرکرده و مشهور شیراز در قرن شانزدهم میلادی/دهم هجری است که از سال ۱۵۲۳م/۹۲۹ه‍. ق تا ۱۵۵۲م/۹۵۹ه‍. ق فعالیت می‌کرده است.
از صفحه پایانی نسخه‌ای از ظفرنامه که زندگی تیمور است در می‌یابیم او در این سال مرده یا پس‌از آن استراحت می‌کرده است این کتاب به خط او آغاز و به خط حسن الشریفی در سال ۱۵۲۲م/۹۲۸ه‍. ق به‌پایان رسیده است.
مرشد خطاط در سال ۱۵۴۵م/۹۵۱ه‍. ق مشغول نوشتن نسخه خطی قطوری از کتاب عجایب المخلوقات قزوینی می‌شود که اکنون در کتابخانه چستربتی در انگلستان نگهداری می‌شود.